# Sabrina Le Beauf
Sabrina Le Beauf (New Orleans, 21 marzo 1958) è un'attrice statunitense.
Deve la sua fama al ruolo di Sandra Robinson, interpretato dal 1985 al 1992, nella famosa sitcom I Robinson. Ha inoltre interpretato la guardiamarina Giusti in due episodi di Star Trek: The Next Generation.

## Filmografia

### Cinema
- The Stalker Within, 2009

### Televisione
- Fatherhood, 2004
- Gonreil, 1997
- I Robinson, 1984-1992
- Schoolbreak Special, 1991
- Flour Babies, 1990
- Delitto a Howard Beach, 1989
- Maresha Fisher, 1987
- Shadow Play, 1986